# فقط قوی باش
فقط قوی باش (انگلیسی: Only the Strong) یک فیلم سینمایی آمریکایی در ژانر هنرهای رزمی محصول سال ۱۹۹۳ به کارگردانی شلدون لتیچ و با بازی مارک داکاسیوس می‌باشد.
این فیلم تنها فیلم هالیوودی است که از ابتدا تا انتها کاپوئرا، یک هنر رزمی آفریقایی برزیل را نشان می‌دهد.

## بازیگران
- مارک داکاسیوس در نقش لوئیس استیونز
- استیسی تراویس
- کریستین پیتو پاکو
- جفری لوئیس
- تاد سوزان
- جفری اندرسون
- ریچارد کوکا
- روم کارتول
- رایان بلمن

## تولید
اگرچه مارک داکاسکو هنرمند رزمی با استعداد است، ولی تخصص او ابتدا در کاپوئرا نبود. درست قبل از بازی در این فیلم به او آموزش‌های توسط مستر آمین سانتو، که مسئول بخشیدن به کلینیک مبارزه بود و نقش کوچکی در فیلم داشت را دریافت کرد.